# جورج ويبل
جورج هويت ويبل (بالإنجليزية: George Hoyt Whipple)‏ ـ (28 أغسطس 1878 ـ 1 فبراير 1976)، طبيب وعالم أمراض وباحث أمريكي في العلوم الطبية الحيوية، تقاسم  جائزة نوبل في الطب لعام 1934 مع جورج مينوت ووليم مورفي «لاكتشافاتهم المتعلقة بالعلاج بالكبد في حالات الأنيميا». كان ويبل طبيبًا أبًا عن جد. ولد في أشلاند بولاية نيو هامبشير، وكان أبوه هو الطبيب آشلي كوبر ويبل، وأمه فرانسس آنا هويت. درس المرحلة الثانوية في أكاديمية فليبس، ثم حصل على درجة البكالوريوس من جامعة ييل سنة 1900، ثم شهادة الطب من جامعة جونز هوبكنز سنة 1905. عمل ويبل عقب تخرجه في قسم علم الأمراض بجامعة جونز هوبكنز، ومنه انتقل إلى بنما أثناء فترة حفر قناة بنما، ليعمل في علم الأمراض بمستشفى أنكون عامي 1907 و 1908. ولدى عودة ويبل إلى بالتيمور تدرج في المناصب الأكاديمية بقسم علم الأمراض بجامعة جونز هوبكنز بين عامي 1910 و 1914. يجعل هذا من ويبل الفائز الوحيد بجائزة نوبل المولود بنيوهامبشير وأول العديد من الفائزين بنوبل المنتسبين إلى جامعة روتشستر.

## الحياة والمسيرة المهنية
ولد ويبل لآشلي كوبر ويبل وفرانسيس آن هويت في آشلند، نيوهامبشير. كان آشلي كوبر ويبل طبيبًا ووالده (جد جورج من ناحية الأب) طبيبًا ورئيسًا لجمعية نيوهامبشير الطبية. توفي والد ويبل بالالتهاب الرئوي أو حمى التيفود وهو لم يكمل الثانية من عمره. توفي جده من ناحية الأم وعمره عامين، ليلحق به بعد عام جده من ناحية الأب. ترك هذا ويبل في رعاية والدته، فرانسيس، وجدته، فرانسيس مودي هويت، والتي طبعته بقيم العمل الجاد والتعليم.
بتسهيلات من والدته وجدته، انتظم ويبل بمدرسة آندوفر الإعدادية، وبدأ في الانتظام بجامعة يال كطالب جامعي عام 1986، ليحصل على درجة البكالوريوس عام 1900. أثناء هذه الأعوام، تطور (نضج) إلى رجل محب لأنشطة الهواء الطلق، وهو تعلقٌ سيلزمه طوال حياته. يكتب في مذكراته الشخصية عن النشأة في مقاطعة بها بحيرة «أشعر بأنني محظوظ لنشأتي في الريف.. أصبحت مهتمًا بالحياة البرية، والتخييم، النزهات الطويلة سيرًا على الأقدام، التزحلق بحذاء الثلج، التزلج، التزلج على الجلي، التجديف (ركوب الكانو)، صيد السمك، الصيد –كل هذا كان جزءًا أساسيًا في حياتي». حتى أنه أقر بمساهمة حبه لنشاطات الهواء الطلق في نجاحه في العمل، والدراسة، والتدريس. في فصول الصيف أثناء دراسته في المدرسة الإعدادية وفي الجامعة، عمل في متجر لبيع العقاقير وفي بحيرة سكوام وبحيرة وينيبساوكي في نيوهامبشير. مقدمًا المساعدة وخدمات العبارات للسياح والمخيمين. وعن تجاربه الصيفية يقول ويبل «أعتقد في بعض الأوقات أنني تعلمت من فترات عملي الصيفي ما يساوي ما قد تعلمته من فترات الدراسة».
كطالب جامعي، ثبت أن ويبل لاعب جمباز ومجدف حائزٍ على جوائز وطالب علوم متميز. تمثل ذلك في انتخابة لعضوية جمعية سيجما الحادية عشرة Sigma Xi وتخرج بمرتبة الشرف. تركت تعاملات ويبل مع متخصصي الكيمياء البيولوجية روسل . إتش. تشيتندونو لافايتي .بي. مندل خلال عامه الأخير في جامعة يال أثرًا لا يمحى على حياته ومسيرته المهنية. في سيرته الذاتية، يصف ويبل مندل بـ «رجل غير عادي مارس تأثيرًا قويًا عليَ... كان العمل معه شيقًا ولا ينسى».
مع وجود نقص في الأموال لتمويل دراسته التكميلية، أخذ ويبل العام التالي لتخرجه من جامعة ييل إجازة. وخلال هذا العام عمل في مدرسة د.هولبروك العسكرية في أوسينينج، نيويورك كمدرس للرياضيات والعلوم، كما عمل مدربًا للألعاب الرياضية. في عام 1901، وتلبية لنصيحة وإقناع وتوجيه والدته، التحق ويبل بكلية الطب في جامعة جونز هوبكنز. حصل على درجة الماجستير في عام 1905. لاكتساب الخبرة ودعم دراساته في كلية الطب، تقدم ويبل بطلب للحصول على وظيفة وقُبِلَ كمدرس مساعد في قسم جون جيه. آبيل للكيمياء الفزيولوجية.  في وقت لاحق، أكسبه أداؤه في دورة علم التشريح للعام الأول تعيينًا للعام الثاني كمدرس للطلاب في علم التشريح. خلال هذا الوقت، نشأ اهتمامه بعلم الأنسجة. تحت إشراف ويليام ويلش، ويوجين أوبي، وويليام مكالوم، تم تشجيع ويبل على الربط بين المرض والاعتلال السريري، ونتائج الأنسجة المكتشفة أثناء التشريح. معًا، تعاون مكالوم وويلش على منح ويبل منصبًا كعضوٍ مبتدئ في قسم علم الأمراض على أمل أن يؤدي ذلك إلى أن يصبح ويبل أخصائيًا في علم أمراض الأطفال. في نهاية المطاف، قبل ويبل المنصب التي شكل طموحاته المهنية ليصبح أخصائي علم أمراض.
في عام 1905، انضم ويبل إلى قسم علم الأمراض في كلية طب جونز هوبكنز كمساعدٍ في علم الأمراض. سيبقى في هوبكنز، حيث ستتم ترقيته على التوالي إلى مساعد، ومدرس، ومشارك، وأستاذ مشارك في علم الأمراض حتى مغادرته عام 1914. خلال هذا الوقت، أمضى سنة في بنما بمستشفى أنكون كأخصائيٍ في علم الأمراض. في بنما، عمل مع صامويل دارلينج، أخصائي علم الأمراض المقيم، والجنرال جورجاس لاكتساب الخبرة في مجال الأمراض المدارية. أتاحت له هذه التجربة فرصةً لدراسة انحلال الدم الهائل المرتبط بحمى البٍيلَة السوداء. قبل العودة إلى جونز هوبكنز بعد الوقت الذي قضاه في بنما، سافر ويبل إلى أوروبا وقضى بعض الوقت في مختبرات كريل وموراويتزش في هايدلبرغ، حيث تعلم عن(تعرف على) فقر الدم بين الأرانب. عام 1911، ذهب ويبل إلى فيينا لدراسة تدفق دم الوريد البابي الكبدي وتأثيره على وظائف الكبد في الكلب مع هانز ماير.
عام 1914، في سن الرابعة والثلاثين، تزوج ويبل من كاثرين بول وارنج من تشارلستون، ساوث كارولينا. كما تم تعيينه أستاذًا لطب الأبحاث، ومديرًا لمؤسسة هوبر للأبحاث الطبية في كلية الطب بجامعة كاليفورنيا سان فرانسيسكو. كان عميدًا لكلية الطب في عامي 1920 و 1921.
في عام 1921، تحت إلحاح رئيس جامعة روتشستر بنيامين راش ريس، وافق ويبل على أن يصبح أستاذًا ورئيسًا لقسم علم الأمراض، والعميد المؤسس لكلية الطب التي لم يتم بناؤها بعد (المركز الطبي لجامعة روتشيستر) (URMC). كان ريس مصممًا على توظيف ويبل، وتوجه شخصيًا مستقلاً الطائرة إلى جامعة كاليفورنيا في سان فرانسيسكو ليعرض عليه الفرصة لبناء كلية الطب من الألف إلى الياء. وجد ويبل هذا العرض جذابًا لأنه سيحقق رغبته في إنشاء برنامج يدعم التبادل بين التخصصات الإكلينيكية والتخصصات الوقائية (ما قبل الإكلينيكية). تضمنت رؤيته للمدرسة إقامة كلية الطب والمستشفى في نفس الموقع لتسهيل هذا التبادل. دخل أول الطلاب إلى URMC في عام 1925. عام 1953، في عمر ال75 عامًا، تقاعد ويبل من العمادة، وتبعها تقاعده من الجامعة عام 1955. تم تذكره كمعلم جليل. في سيرته الذاتية، يكتب ويبل، «سوف أُذكر  كمعلم».
أمضى سنوات تقاعده في المشاركة بشكل متقطع في قسم علم الأمراض وأنشطة كلية الطب بجامعة روتشستر، لكنه عاد إلى جذوره كرجل محب لأنشطة الهواء الطلق، حيث ملأ وقته بصيد التدرُج وصيد سمك السلمون على نهر مارغري، وصيد سمكة الطربون الفضية قبالة الساحل في فلوريدا. توفي ويبل عام 1976 عن عمر يناهز 97 عامًا ونثر رفاته في مقبرة روتشستر في جبل هوب (الأمل). يتضمن إرثه العائلي ابنًا، وهو جورج هويت (مواليد 1917)، وابنة، وهي باربرا (مواليد 1921)، وعدة أحفاد. في سيرته الذاتية «دستة أطباء»، يقول ويبل إن التدريس والبحث يمثلان أقصى درجات المتعة والرضا في حياته المهنية.

## روابط خارجية
- جورج ويبل على موقع الموسوعة البريطانية (الإنجليزية)
- جورج ويبل على موقع مونزينجر (الألمانية)
- جورج ويبل على موقع إن إن دي بي (الإنجليزية)